# Cratere Moretus
Moretus è un grande cratere lunare di 114,45 km situato nella parte sud-occidentale della faccia visibile della Luna.